# Livingston megye (Kentucky)
Livingston megye az Amerikai Egyesült Államokban, azon belül Kentucky államban található. Megyeszékhelye Smithland, legnagyobb városa Salem. Lakosainak száma 8888 fő (2020. április 1.). Livingston megye Pope, Massac, Marshall, Hardin, Crittenden, Lyon és McCracken megyékkel határos.

## Népesség
A megye népességének változása:
| Lakosok száma | 9538 | 9514 | 9449 | 9359 | 9316 | 8888 |
|               | 2010 | 2011 | 2012 | 2013 | 2015 | 2020 |